# Бисерани
Бисерани (Gonostomatidae) су породица дубинских риба, које су недовољне познате, али се претпоставља да у океанима имају широко распрострањење. Разлог због кога су недовољно проучене су њихови слабашни скелет и мускулатура, па када се извлаче мрежом, тело им се толико изломи да је препознавање и проучавање веома отежано. Због своје крхке грађе, ове рибе су и веома лагане; обично не прелазе дужину од 5 cm. Њихове карактеристике су типичне за дубинске рибе; поседују светлеће органе и могу широко да отворе уста која су снабдевена чекињастим зубима.

## Класификација

### Родови
| Род        | Слика | Врста | Опис                                                      |
| ---------- | ----- | ----- | --------------------------------------------------------- |
| Bonapartia |       | 1     | Род садржи само једну описану врсту. Расте до око 7,2 cm. |
| Cyclothone |       | 13    | Расту до око 7,5 и живе на дубинама већим од 300 m.        |
| Diplophos  |       | 5     |                                                           |
| Gonostoma  |       | 3     |                                                           |
| Manducus   |       | 2     |                                                           |
| Margrethia |       | 2     |                                                           |
| Sigmops    |       | 4     |                                                           |
| Triplophos |       | 1     | Род садржи само једну описану врсту. Расте до око 36 cm.  |

### Врсте
Неке класификације укључују родове Pollichthys и Vinciguerria, али следе подаци из FishBase где су сврстани у породицу Phosichthyidae.
Неке класификације укључују врсте рода Zaphotias, али су то релативно новији синоними врсте Bonapartia pedaliota.
- Род
- Род
- Род
- Род
- Род
- Род
- Род
- Род